# Johnny Pacheco

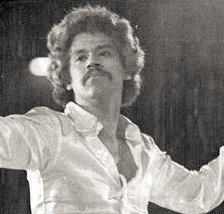
Johnny Pacheco

Juan Azarías Pacheco Kiniping (* 25. März 1935 in Santiago de los Caballeros in der Dominikanischen Republik; † 15. Februar 2021 in Teaneck, New Jersey) war Multiinstrumentalist (Flöte, Saxophon, Perkussion), Komponist, Produzent und Bandleader. Insbesondere hat er sich einen Namen gemacht als einer der Gründer der Plattenfirma Fania Records.

## Leben und Wirken
Pacheco zog mit seinem Vater, ebenfalls Musiker, in den späten 1940er Jahren nach New York. Dort spielte er ab 1958 u. a. mit Eddie Costa und Charlie Palmieri (The Peanut Vendors), mit Kai Winding, Eddie Lockjaw Davis & Ray Barretto's Latin Percussion and Brass, Herbie Mann, Shirley Scott, McCoy Tyner, J. J. Johnson, Erroll Garner, Les McCann, Dick Hyman, George Benson, Maynard Ferguson, Kenny Burrell, Cal Tjader, Jimmy Smith, Armando Peraza, Marlena Shaw, Woody Herman and His Orchestra und ab 1978 vor allem mit den Fania All-Stars sowie mit Celia Cruz, Daniel Santos oder Héctor Casanova. Im Bereich des Jazz war er laut Tom Lord zwischen 1958 und 1981 an 50 Aufnahmesessions beteiligt.
In New York rief Pacheco 1964 mit dem Anwalt Jerry Masucci Fania Records ins Leben. Das Plattenlabel veröffentlicht vor allem puerto-ricanisch und kubanisch beeinflusste New Yorker Salsa und andere lateinamerikanische Musik. Wie etliche andere Fania-Künstler, etwa Rubén Blades und Willie Colón, war auch Pacheco gesellschaftlich engagiert, beispielsweise in der Bekämpfung von AIDS. Er starb im Februar 2021 über sechs Wochen vor seinem 86. Geburtstag in Teaneck, New Jersey.